# Trofa (Águeda)
Pour les articles homonymes, voir Trofa (homonymie).
Trofa ou Trofa do Vouga est une ancienne freguesia (paroisse civile) du Portugal, qui fait partie de la municipalité d'Águeda, dans le district d'Aveiro.
La loi no 11-A/2013 du 28 janvier 2013, portant réorganisation administrative du territoire des freguesias, fusionne Trofa avec les paroisses voisines de Segadães et Lamas do Vouga pour former l’União das freguesias de Trofa, Segadães e Lamas do Vouga (dont le siège est à Trofa).